# Sevid
Sevid je částí obce Marina. Tato vesnice leží na pobřeží Jaderského moře a je součástí Splitsko-dalmatské župy. Dělí se na několik části (např. Miline donje, Miline gornje, Oštrica, Krči, ...). Místo je chatovou oblastí s minimem stálých obyvatel.

## Historie
Poloostrov, kde Sevid leží, byl osidlován teprve v polovině 70. let 20. století. Důvodem pozdního osídlení byly těžké terénní podmínky pro stavbu obydlí. Elektřina se sem dostala teprve na přelomu tisíciletí.